# Olonets guvernement
Olonets guvernement (russisk: Олонецкая губернiя) var et guvernement i den nordlige del af Rusland og RSFSR, 1801–1922. Guvernementet omfattede store dele af det, som historisk blev kaldt Østkarelen og indgår siden 1991 i Republikken Karelija.
Guvernementet var begrænset mod nord af Arkhangelsk, mod øst af Vologda, mod syd af Novgorod og Sankt Petersborg samt mod vest af søen Ladoga og Finland. Det havde et areal på 148.764 km² og en befolkning på 330.000 indbyggere omkring 1888, overvejende bestående af russere, ca. 50.000 var karelere. I 1910 var befolkningen vokset til 443.400 indbyggere, omkring 65.000 var karelere og nogen tusinder finner og samer.

## Geologi
Den nordvestlige del tilhørte i orografisk og geologisk henseende Finland. Det var stenrigt, med et stort antal bakker gående fra nordvest mod sydøst. Det øvrige guvernement var en mod syd hældende slette. Den geologiske opbygning er afvekslende: Granit, syenit og diorit dækket med laurentiske metamorfiske skifere forekommer i stor udstrækning i nordvest. Nær Onega var de overlagrede med devonsk sandsten og kalksten.

## Søer og vandløb
De største søer er Onega, Seg, Vyg, Vodlo og Latsja. Også den østlige del af Ladoga hørte under guvernementet. Hele vandoverfladen var omkring 18.000 km². Floderne hører til Østersøens og Hvidehavets tilstrømningsområder. Til det første hører søerne Ladoga og Onega, som er forenede med Svir og modtager en række floder, som var af stor betydning som kommunikationsforbindelser. Floden Onega, som har sine kilder i de sydøstlige dele af Olonets, var i dette henseende af mindre betydning.

## Plantevækst
Olonets var sammen med Vologda det skovrigeste af Ruslands daværende guvernementer, idet nåle- og birkeskove optog omkring 63 % af arealet. Højst 2,5 % var opdyrket land og 5,2 % enge og græsningsarealer. Vigtige næringsveje ved siden af jordbruget var bjergværksdrift i visse egne, jagt, fiskeri og i især skovdrift. En stor del af det jern, som blev fremstillet i guvernementet, var fra myremalm.

## Demografi
Ved folketællingen i 1897 var befolkningen etnisk fordelt således:
| Region               | russere | karelere | vepsere | finner |
| -------------------- | ------- | -------- | ------- | ------ |
| Provinsen som helhed | 78,2 %  | 16,3 %   | 4,4 %   | …      |
| Vytegorskij          | 98,5 %  | …        | …       | …      |
| Kargopolskij         | 99,8 %  | …        | …       | …      |
| Lodejnopolskij       | 79,8 %  | …        | 19,2 %  | …      |
| Olonetskij           | 27,0 %  | 71,3 %   | …       | 1,5 %  |
| Petrozavodsk         | 67,1 %  | 22,1 %   | 9,1 %   | 1,1 %  |
| Povenetskij          | 49,4 %  | 49,7 %   | …       | …      |
| Pudozhskij           | 99,7 %  | …        | …       | …      |

## Byer
Hovedstad var Petrozavodsk. Den første hovedstad, Olonets, 15 km øst for Ladoga, havde i 1900 blot 1.500 indbyggere.

## Historie
Guvernementet blev koloniseret af Novgorod i 1000-tallet og blev forenet med storfyrstendømmet Moskva af Ivan 3. (1462-1505).